# Gyula Kállai
Gyula Kállai (1. června 1910 – 12. března 1996) byl maďarský komunistický politik, který byl dva roky premiérem socialistického Maďarska (1965–1967).
V letech 1939–1942 byl novinář v deníku Népszava a zároveň se podílel na odbojové činnosti. Za ni byl roku 1942 zatčen a byl vězněn až do osvobození Maďarska roku 1944. Po válce byl členem ústředního výboru Maďarské socialistické strany a v letech 1949–1951 byl ministrem zahraničních věcí. Roku 1951 byl zatčen a ve vykonstruovaném procesu odsouzen k mnoha letům vězení. Již roku 1954 byl však rehabilitován a roku 1956 se znovu dostal do ústředního výboru Maďarské socialistické strany. V revolučním roce 1956 se postavil na promoskevskou stranu, což mu zajistilo výsadní postavení v nově vzniklé Maďarské socialistické dělnické straně, která byla hegemonní silou režimu. V letech 1957–1958 byl ministrem kultury, v letech 1958–1960 tzv. státním ministrem a nakonec i premiérem (předsedou rady ministrů). V letech 1967–1971 byl předsedou Národního shromáždění.